# Barbara Marchisio
Barbara Marchisio (Torino, 6 dicembre 1833  – Mira, 19 aprile 1919 ) è stata un contralto italiano.

## Biografia
Figlia di un costruttore di pianoforti, sorella del soprano Carlotta Marchisio e del compositore e didatta Antonio Marchisio, Barbara esordì a sedici anni in un concerto a Torino; debuttò in palcoscenico a Vicenza nel 1856, come Adalgisa in Norma, per poi eseguire, al Teatro Real di Madrid, Il barbiere di Siviglia, La Cenerentola, Linda di Chamounix e Lucrezia Borgia. Dal 1858 costituì un duo inseparabile con la sorella Carlotta, che si esibì in tutta Italia e in Europa, con un repertorio incentrato su Rossini: (Matilde di Shabran, Semiramide), ma esteso anche alla successiva opera romantica (Norma, La sonnambula) e verdiana (Il trovatore, Un ballo in maschera), e al precedente classicismo (Don Giovanni di Mozart). Le due Marchisio furono insieme anche nella prima esecuzione assoluta della Petite Messe Solennelle, che Rossini aveva espressamente pensato per le loro voci.
Dopo la morte della sorella, Barbara cantò ancora per qualche anno, dedicandosi quindi all'insegnamento. Dal 1892 al 1912, detenne la cattedra di canto al Conservatorio di Napoli, e continuò l'insegnamento privato anche dopo il suo ritiro ufficiale per motivi di salute. Tra le sue allieve si ricordano Toti Dal Monte e Rosa Raisa. Morì a Mira in provincia di Venezia nel 1919.

## Vocalità e personalità interpretativa
Dotata di una voce molto estesa, possente ma agilissima e sostenuta da un'eccellente tecnica, anche virtuosistica (sono celebri i suoi trilli e le scale semitonali discendenti), si fece notare anche per l'eleganza del fraseggio e la versatilità stilistica.
La sua sbalorditiva estensione vocale le consentì perfino di sostituire tra le quinte la sorella soprano indisposta, senza che nessuno fra il pubblico se ne accorgesse.